# Ashdod
Ashdod (tiếng Hebrew: אַשְׁדּוֹד; tiếng Ả Rập: إسدود, Isdud), nằm ở quận Nam của Israel, có dân số là 227.705 người, cách Jerusalem và Beer Sheba 70 ki-lô-mét (43 mi). Đây là thành phố cảng ở đồng bằng duyên hải miền nam Israel. Ashdod nằm ở 5 km về phía bắc của điểm khảo cổ Ashdod, một trong 5 trung tâm chính trị chính của Philistines vào thế kỷ 11 trước Công nguyên. Thành phố nằm bên bờ đông của Địa Trung Hải, 30 km về phía nam của Tel Aviv-Yafo. Một số chiến dịch của Philistine chống lại người Israel đã diễn ra ở Ashdod. Ashdod bị người Assyria chiếm năm 722 trước Công nguyên và đã được nhập vào vương quốc Hasmonea Do Thái vào năm 147 trước Công nguyên. Trong thời kỳ Thập Tự Chinh, lâu đài và bến cảng của thành phố đã được sử dụng cho trận chiến. Sau đó thành phố giảm tầm quan trọng dù đây là nơi diễn ra trận đánh lớn trong thời kỳ xung đột Ả Rập - Israel 1948-1949. 
Do yêu cầu một cảng nước sâu thứ 2 bên bờ Địa Trung Hải, thành phố này đã lấy lại tầm quan trọng của mình vào thập niên 1950. Hải cảng đã được xây dựng và được khai trương năm 1965. Cảng này đã tiếp quản tất cả các hoạt động của cảng Tel Aviv-Yafo - một cảng được đóng cửa vào thời điểm đó. Cuối thập niên 1960, hải cảng của Ashdod đã bốc dỡ gần 2 phần 5 tổng lượng hàng của Israel. Hiện hải cảng Ashdod chiếm 60% lượng hàng hóa nhập khẩu của Israel.
Khu định cư ở Ashdod mà tài liệu ghi chép được ở là về văn hóa Canaan vào thế kỷ 17 trước Công nguyên, khiến cho thành phố này là một trong những nơi cổ nhất trên thế giới. Ashdod được đề cập đến 13 lần trong Kinh Thánh. Trong quá trình lịch sử, thành phố đã là nơi sinh sống của người Philistine, người Israel, người Byzantine, đoàn Thập Tự Chinh và người Ả Rập.
Ashdod hiện đại được thành lập vào năm 1956 trên các đồi cát gần địa điểm khảo cổ, thành phố được lập năm 1968, với diện tích đất khoảng 60 kilômét vuông (23,2 mi²). Là một thành phố có quy hoạch, việc mở rộng thành phố theo một quy hoạch phát triển nên giao thông thuận lợi và tránh ô nhiễm không khí ở các khu dân cư dù dân số gia tăng. Theo Cục thống kê Trung ương Israel, Ashdod có dân số 227.705 cuối tháng 6 năm 2023, là thành phố lớn thứ 5 ở Israel và có diện tích 47.242 dunam (47,242 km2; 18,240 dặm vuông Anh).
Thành phố này xuất khẩu các loại cam chanh, quặng đồng, phosphat khai thác từ vùng sa mạc Negev desert và kali từ Biển Chết. Phía đông của cảng này là khu phát triển công nghiệp.

## Lịch sử

### Cổ đại

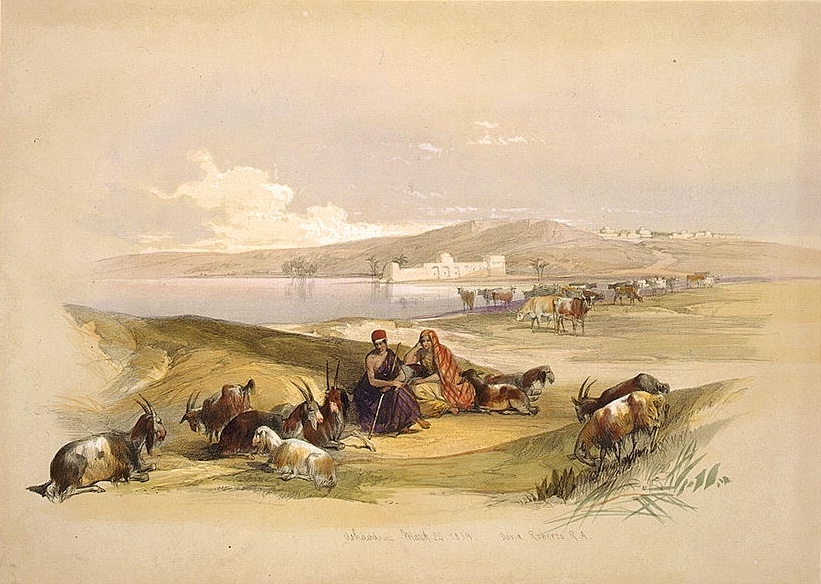
Ashdod vào đầu thế kỷ 19.

Con người đã định cư ở Ashdod từ thời thời kỳ Đồ Đá Cũ. Ashdod được nhắc đến trong các tài liệu của Ugaritic, ngôn ngữ của người Canaan cổ đại. Vào cuối thế kỷ 13 trước Công nguyên, các dân tộc Biển (Sea Peoples) đã xâm lược và phá hủy thành phố. Vào đầu thế kỷ 12 trước Công nguyên, người Philistine, được nhiều người cho là một trong các dân tộc thuộc nhóm các dân tộc Biển, đã cai trị thành phố này. Trong thời kỳ trị vì của họ, thành phố thịnh vượng và đã là một thành viên của liên minh 5 thành bang Philistine.